# Маборосі
«Маборосі» (яп. 幻の光, Маборосі но хікарі, англ. Maborosi, дослівно «Ілюзія світла») — японська драма 1995 року режисера Хірокадзу Корееди, знята за романом Теру Міямото.
Стрічка отримала приз «Золота Озелла» за Найкращу операторську роботу на 52-му Венеційському кінофестивалі.

## Сюжет
Юміко й Ікуо — молода щаслива пара, які мають немовля та живуть в Осаці. Одного дня Ікуо гуляє колією і його збиває поїзд. Минули роки. Юміко виходить заміж за вдівця Таміо, після чого разом із сином Юіті переїжджає до будинку Таміо в селищі на узбережжі Японського моря. Та Юміко не забуває про Ікуо й з часом зізнається Таміо, що просто хоче знати чому він тоді не зійшов із колії. Таміо розповідає, що його батько якось бачив ілюзію світла, яке начебто веде людей з життя і, можливо, саме так сталося з Ікуо.

## У ролях
- Макіко Есумі — Юміко
- Такасі Найто — Таміо
- Таданобу Асано — Ікуо
- Гохкі Касіяма — Юіті
- Наомі Ватанабе — Томоко
- Мідорі Кіуті — Мітіко
- Акіра Емото — Йосіхіро
- Муцуко Сакура — Томено
- Саяка Йосіно — Юміко в дитинстві

## Критика
Фільм отримав широке схвалення кіноспільноти. На сайті Rotten Tomatoes оцінка стрічки, на основі 22 рецензій  сягає 100%. На Metacritic «Маборосі» має середній рейтинг 92 зі 100 та займає на сайті перше за балом місце серед фільмів 1997 року.

## Нагороди
| Рік  | Премія                                | Категорія                                    | Номінант          | Результат |
| ---- | ------------------------------------- | -------------------------------------------- | ----------------- | --------- |
| 1995 | Міжнародний кінофестиваль у Чикаго    | Золотий Г'юго Найкращий фільм                | «Маборосі»        | Перемога  |
| 1995 | Міжнародний кінофестиваль у Ванкувері | «Дракони і тигри»                            | Хірокадзу Корееда | Перемога  |
| 1995 | 52-й Венеційський кінофестиваль       | «Золота Озелла» Найкраща операторська робота | Масао Накаборі    | Перемога  |
| 1995 | 52-й Венеційський кінофестиваль       | Премія OCIC                                  | Хірокадзу Корееда | Перемога  |
| 1995 | 52-й Венеційський кінофестиваль       | «Золотий лев»                                | Хірокадзу Корееда | Номінація |
| 1996 | Премія Японської академії             | Дебютант року                                | Макіко Есумі      | Перемога  |
| 1996 | «Блакитна стрічка»                    | Найкраща нова актриса                        | Макіко Есумі      | Перемога  |
| 1996 | «Майніті»                             | Найкращий саундтрек                          | Маінчан Чень      | Перемога  |
| 1996 | «Майніті»                             | Гран-прі новому таланту                      | Макіко Есумі      | Перемога  |